# Too Tough to Burn
Too Tough to Burn è un album dei Raw Power.

## Tracce
Lato A
1. Jane and Joe - 1:55
2. This ain't a way to go - 2:17
3. Run for cover - 3:07
4. Fight the army - 3:23
5. You can't stop me - 2:11
6. Heaven & Hell - 1:48
7. Holy war - 4:03

Lato B
1. Let me die - 3:26
2. You owe me - 2:42
3. Lies - 2:15
4. No way - 2:21
5. Prisoners - 2:52
6. This is your fate - 2:23
7. 82-92 - 2:31
8. Fuck authority - 1:44

## Formazione
- Giuseppe Codeluppi - chitarra
- Mauro Codeluppi - voce
- Alessandro Paolucci - basso
- Tommi Prodi - chitarra
- Helder Stefanini - batteria
- Andrea Cavani - batteria